# 테이블산자리 파이
테이블산자리 파이(Pi Mensae)는 테이블산자리에 있는 노란색 준거성이다. 이 별은 큰 고유 운동값을 보여준다. 겉보기 등급은 5.67이며 깨끗하고 어두운 하늘에서 맨눈으로 볼 수 있다. 지구에서의 거리는 약 60광년이다. 이 별은 태양보다 모든 면에서 조금씩 밝고 크며, 중원소 함량 또한 크다. 이 별은 태양보다 약 7억 3천만 년 더 젊은 것으로 보인다. 테이블산자리 파이는 지구형 행성 탐사기 계획의 목표지 100개 중 한 대상이었다.

## 동반 행성체
2001년 10월 15일 이 별 주위를 도는 행성 한 개가 발견되었다. 이 행성의 질량은 당시 발견된 외계 행성들 중 가장 컸다. 행성의 궤도는 매우 이심률이 컸으며, 한 바퀴 도는 데 2064일(5.65년)이 걸렸다. 이 행성의 궤도는 생명체 거주가능 영역(생물권)을 지나가기 때문에, 생물권 내에 존재했을지도 모를 지구형 행성의 궤도를 망가뜨려서 행성계를 이탈시켜 성간 공간으로 내던졌을 가능성이 크다.
| 동반체 (가까운 순서) | 질량 (MJ) | 공전주기 (일) | 궤도장반경 (천문단위) | 이심률 |
| -------------------- | --------- | ------------- | --------------------- | ------ |
| b                    | >10.35    | 2063.818      | 3.29                  | 0.62   |

## 같이 보기
- 테이블산자리 알파
- 글리제 777
- HD 70642

## 참고 문헌
- Jones;  외. (2002). “A probable planetary companion to HD 39091 from Anglo-Australian Planet Search”. 《Monthly Notices of the Royal Astronomical Society》 333: 871 – 875.[깨진 링크(과거 내용 찾기)] (웹 견본인쇄본)